# San Marino na Letnich Igrzyskach Olimpijskich 1984
Reprezentacja San Marino na Letnich Igrzyskach Olimpijskich 1984 w Los Angeles składała się z dziewiętnastu sportowców, 18 mężczyzn i 1 kobiety.
Był to piąty start San Marino jako niepodległego państwa na letnich igrzyskach olimpijskich. Wcześniej startowali w 1960 w Rzymie, a następnie po ośmiu latach w Meksyku. Od tamtego czasu zawodnicy z San Marino startują nieprzerwanie.

## Reprezentanci

### Lekkoatletyka
- Stefano Casali Chód na 20 km mężczyzn 35. miejsce.

### pływanie
- Michel Piva
  - 100 metrów stylem dowolnym mężczyzn (nie przeszedł kwalifikacji sklasyfikowany na 63. miejscu).
  - 200 metrów stylem dowolnym mężczyzn (nie przeszedł kwalifikacji sklasyfikowany na 54. miejscu).
  - 100 metrów żabką mężczyzn (nie przeszedł kwalifikacji sklasyfikowany na 48. miejscu).
  - 200 metrów stylem zmiennym (nie przeszedł kwalifikacji sklasyfikowany na 41. miejscu).
- Daniela Galassi
  - 100 metrów stylem dowolnym kobiet (nie przeszedł kwalifikacji sklasyfikowany na 44. miejscu).
  - 200 metrów stylem dowolnym kobiet (nie przeszedł kwalifikacji sklasyfikowany na 34. miejscu).

### Kolarstwo
- Maurizio Casadei jazda indywidualna na czas mężczyzn (nie ukończył trasy).